# 자니네 아녜스

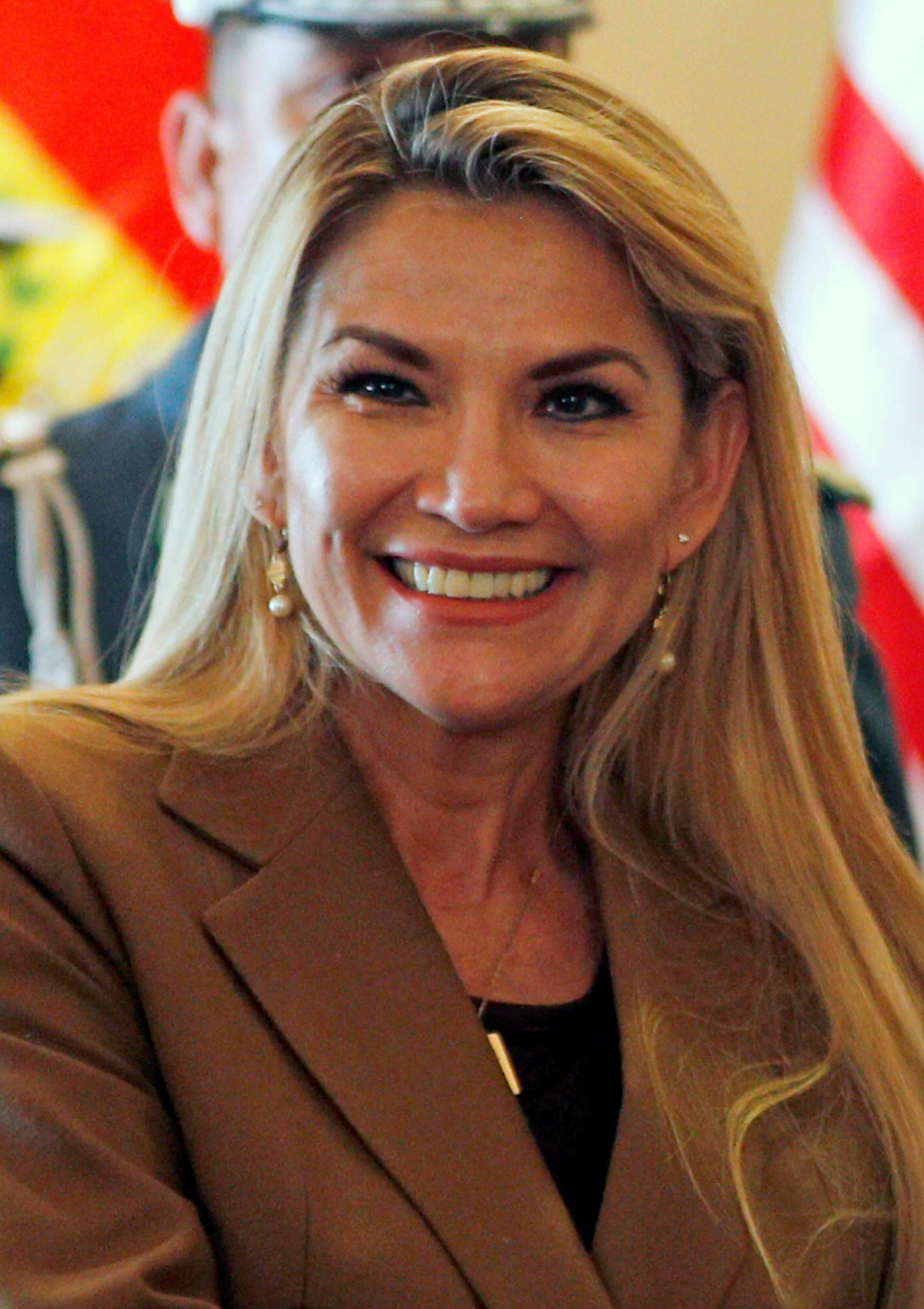
자니네 아녜스(2020년)

헤아니네 아녜스 차베스(스페인어: Jeanine Áñez Chávez, 1967년 8월 13일~ )는 볼리비아의 제66대 대통령(임시)이자 정치인이다.

## 소개
그녀는 법조인 출신인 베니주의 상원의원이었고, 에보 모랄레스 전 대통령의 사임을 포함한 정권 붕괴로 임시 대통령에 내정되었다. 2020년 루이스 아르세 당선자에게 대통령직을 넘겨주고 퇴임하였다.
그녀는 에보 모랄레스 전 대통령의 강경 반대파로 알려져 있다.

## 사건 사고

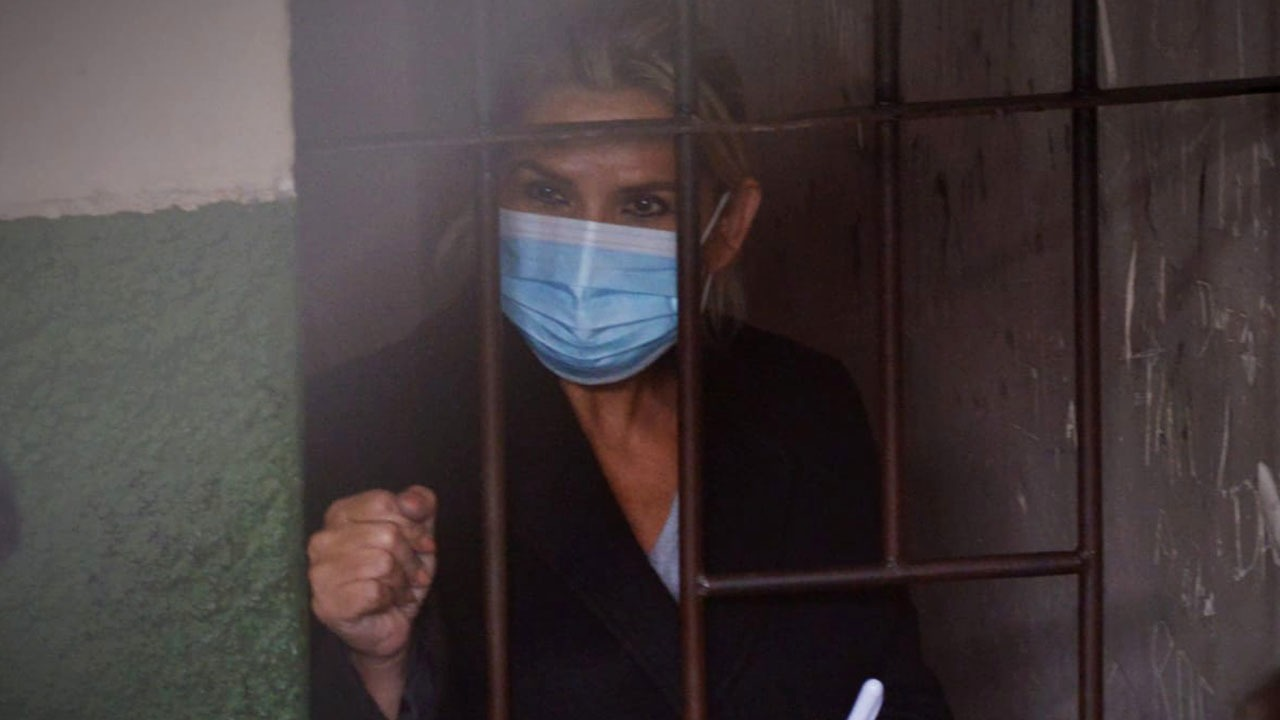
구속 수감된 자니네 아녜스(2021년)

2021년 30명 이상이 사망한 테러와 쿠데타 및 반란 선동 혐의로 경찰에 체포되어 수도 라파스에 위치한 여자 교도소에 수감되었다.
그녀는 2022년 6월 10일 재판에서 테러 및 쿠데타 조직 혐의(헌법 유린 및 직무 유기죄)로 법원으로부터 징역 10년을 선고받았다.